# Harpactea christodeltshevi
Harpactea christodeltshevi is een spinnensoort in de taxonomische indeling van de celspinnen (Dysderidae).
Het dier behoort tot het geslacht Harpactea. De wetenschappelijke naam van de soort werd voor het eerst geldig gepubliceerd in 2009 door Bayram, Kunt & Yagmur.